# Koszykówka na Letniej Uniwersjadzie 1985
Koszykówka na Letniej Uniwersjadzie 1985 – zawody koszykarskie rozgrywane podczas Letniej Uniwersjady 1985 w Kobe. W programie znalazły się dwie konkurencje – turniej kobiet i mężczyzn. Rywalizacja kobiet odbyła się po raz dziesiąty w historii letnich uniwersjad, a mężczyźni brali udział w tych zawodach po raz dwunasty w historii.
Złoty medal w turnieju kobiet zdobyła reprezentacja Związku Radzieckiego, srebrny Stany Zjednoczone, a brązowy Jugosławia. W turnieju mężczyzn najlepszy okazał się, Związek Radziecki, który wyprzedził Stany Zjednoczone. Trzecią pozycję zajęła Kanada
Tytuł mistrzowski w rywalizacji mężczyzn dla Związku Radzieckiego był czwartym zdobytym przez ten zespół w historii turniejów koszykarskich podczas uniwersjad, tytuł zdobyty przez reprezentację Związku Radzieckiego w rywalizacji kobiet był szóstym triumfem tej reprezentacji w historii turniejów koszykarskich podczas uniwersjad.

## Klasyfikacje medalowe

### Wyniki konkurencji
| Konkurencja:     | 1. miejsce | 2. miejsce        | 3. miejsce |
| Turniej kobiet   | ZSRR       | Stany Zjednoczone | Jugosławia |
| Turniej mężczyzn | ZSRR       | Stany Zjednoczone | Kanada     |

### Klasyfikacja medalowa państw
| Nr | Państwo           |   |   |   | Ogółem |
| -- | ----------------- | - | - | - | ------ |
| 1. | ZSRR              | 2 | 0 | 0 | 2      |
| 2. | Stany Zjednoczone | 0 | 2 | 0 | 2      |
| 3. | Jugosławia        | 0 | 0 | 1 | 1      |
| -. | Kanada            | 0 | 0 | 1 | 1      |